# Призракът на Елена
„Призракът на Елена“ (на испански: El fantasma de Elena) e испаноезична теленовела създадена от Телемундо в САЩ през 2010 г. Римейк е на венецуелската теленовела „Julia“ (1983-84) г. Теленовелата е излъчвана във 22 държави, като една от които е и България. Излъчва се през периода от 20 юли, 2010 г. до 7 януари, 2011 г. по канал Телемундо.

## История
Елена Лафе е двайсетгодишно красиво момиче. Тя живее с баща си който е вдовец и двамата имат малък семеен хотел. Елена е отгледана от баща си и никога не е срещала истинската любов.
Едуардо Хирон е млад и красив бизнесмен. Той произхожда от богата фамилия, занимаваща се с отглеждането на коне. Жени се за братовчедка си Елена Калканьо, която в деня на сватбата се самоубива, като се хвърля от кулата в имението.
По време на едно пътуване Едуардо претърпява катастрофа. Елена го намира и спасява. Така тя се влюбва в него и той също не остава безразличен. Двамата се женят и отиват да живеят в неговото имение, където Елена не е добре приета от членовете на семейството. Животът ѝ в тази къща се превръща в ад, след като призракът на мъртвата Елена започва да ѝ се появява.

## Участват
- Елизабет Гутиерес (Elizabeth Gutierrez) – Елена Лафе
- Сегундо Сернадас (Segundo Cernadas) – Едуардо Хирон
- Ана Лайевска (Ana Layevska) – Елена Калканьо/Даниела Калканьо
- Марица Бустаманте (Maritza Bustamante) – Корина Сантадер
- Фабиан Риос (Fabián Ríos) – Монтекристо Паласиос
- Кати Барбери (Katie Barberi) – Ребека Сантадер
- Елус Пераса (Elluz Peraza) – Латоня
- Ева Тамарго (Eva Tamargo) – Мариела
- Уанда Д'Исидоро (Wanda D'Isidoro) – Лаура Луна
- Юли Ферейра (Julie Ferreira) – Сандра
- Сули Монтеро (Zully Montero) – Маргот Ускатеги/Рут Мерчан
- Браулио Кастийо мл. (Braulio Castillo Jr.) – Томас Лафе
- Виктор Корона (Victor Corona) – Калима
- Карлос Монтия (Carlos Montilla) – Дарио Хирон
- Адриан Карвахал (Adrian Carvajal) – Бенхамин Хирон
- Исабела Кастийо (Isabella Castillo) – Андрея Хирон
- Лесли Стюарт (Leslie Stewart) – Виктория Ортега, Вики
- Андрес Мистадж (Andres Mistage) – Октавио
- Джесика Мас (Jessica Mas) – Дулсе Ускатеги
- Лианет Борего (Liannet Borego) – Милейди Маргарита
- Маурисио Енао (Mauricio Henao) – Мишел Бертоул
- Алехандра Помалес (Alexandra Pomales) – Лусия Бертоул
- Карен Гарсия (Caren Garcia) – Клара Бертоул Майерстон
- Марисол Калеро (Maricol Calero) – Нена Очоа
- Ернесто Тапия (Ernesto Tapia) – Панчо
- Хуан Пабло Лано (Juan Pablo Llano) – Уолтър
- Хенри Зака (Henry Zakka) – Алан Мартин
- Фреди Викес (Freddy Viguiez) – Саид/Анаклето
- Ариел Техидо (Ariel Texido) – Тулио Пенялоса
- Нури Флорес (Nury Flores) – Фелипа Чапаро
- Рейналдо Круз (Reinaldo Cruz) – Маурисио Верти
- Хавиер Коронел (Xavier Coronel) – Отец Агуас

## В България
В България теленовелата започва на 24 януари 2013 г.  Последният епизод е излъчен на 18 юли 2013 г.
На 13 февруари, 2014 г. по bTV Lady започва повторение на теленовелата. Ролите се озвучават от Елена Бойчева, Даниела Сладунова, Мариана Лечева, Станислав Пищалов и Иван Велчев.